# Serromyia
Serromyia là một chi biting midge trong phân họ Ceratopogoninae.

## Hình ảnh

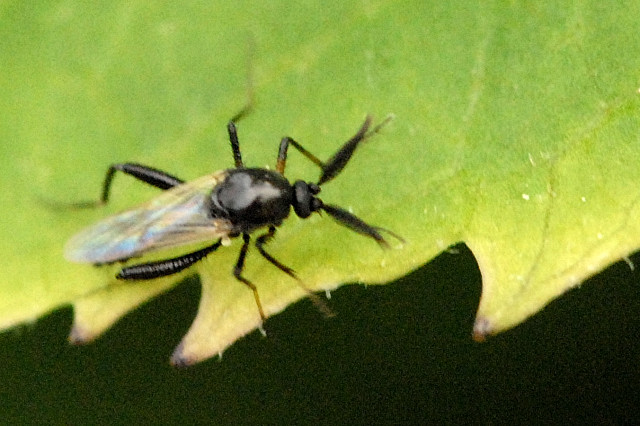

## Các loài
- S. atra (Meigen, 1818)
- S. barber Wirth, 1952
- S. crassifemorata Malloch, 1914
- S. dipetala Remm, 1965
- S. femorata (Meigen, 1804)
- S. ledicola Kieffer, 1925
- S. mangrovi Dalacolle & Braverman, 1987[1]
- S. morio (Fabricius, 1775)
- S. rufitarsis (Meigen, 1818)
- S. subinermis Kieffer, 1919

Danh sách này không đầy đủ, bạn cũng có thể giúp mở rộng danh sách.